# Jan Bultman
Jan Arend Bultman (Deventer, 26 maggio 1942) è un ex pallanuotista olandese.

## Biografia
Ha partecipato, come membro dei Paesi Bassi, alle Olimpiadi di Tokyo 1964, partecipando al torneo di pallanuoto.